# Yassu Gauclère
Yassu Gauclère (née Léonie Gauclère le 9 janvier 1907 à Paris 14e et morte le 22 septembre 1961 à Saint-Nicolas-de-Véroce) est une femme de lettres,  critique littéraire, et romancière.

## Biographie
Yassu Gauclère, dont le véritable prénom est Léonie, est un enfant naturel né à Paris. Elle raconte sa difficile enfance, marquée par l'absence du père et de longs séjours dans des pensionnats, dans le récit Orange bleue, qu'elle publiera en 1940.  Elle fait ses études supérieures à Bordeaux et obtient une licence de lettres et l'agrégation de philosophie. Elle enseigne alors à Moulins, Toulouse, Paris. Puis elle travaille au Mexique, aux États-Unis, à Alger et au Caire avant d'être attachée à l'Unesco, à Paris. 
Elle rencontre René Étiemble en 1934 lors d'un voyage à Moscou. Ils deviennent amis et publient ensemble un livre d'analyse de l'œuvre de Rimbaud qui bénéficie d'une grande audience critique. Ils se marient ultérieurement, en 1939, et divorcent en 1949. Yassu Gauclère écrit des critiques et comptes rendus dans plusieurs revues, telles que Fontaine ou Renaissance  et publie en 1951 le roman La  Clé qui obtient le prix Sainte-Beuve (roman). Avec Étiemble elle traduit T. E. Lawrence.
Atteinte d'un cancer du sein, elle refuse dans un premier temps l'opération. Elle meurt en 1961 à Saint-Nicolas-de-Véroce. En 1976, Étiemble estime qu'elle est un des plus grands écrivains du siècle.

## Publications

### Critique littéraire
Rimbaud, Paris, Gallimard, 1936, 247 p. (coauteur René Étiemble) ; 2e édition augmentée, Gallimard, 1950, 260 p. ; 3e édition revue et augmentée, Gallimard, 1966, 302 p. ; 4e édition, Gallimard, 1991, 302 p.

### Récits et romans
- L'Orange bleue, Paris, Gallimard, 1940. 287 p. ; nouvelle édition, Paris, Gallimard, 1961, 276 p.
- La Clé, Paris, Gallimard, 1951, 247 p.
- Sauve qui peut, Paris, Gallimard, 1955, 305 p.

### Traductions
- Initiation à Mozart, études par douze spécialistes, présentées par H. C. Robbins Landon et Donald Mitchell, Gallimard, 1959, 468 p.
- Les Textes essentiels de T. E. Lawrence , choisis et préfacés par David Garnett ; traduits de l'anglais par Étiemble et Yassu Gauclère, Paris, Gallimard, 1981.
- Lettres de T. E. Lawrence, traduites d'après l'édition anglaise par Étiemble et Yassu Gauclère, préface par David Garnett, Paris, Gallimard, 1948, 832 p.

### Autres
- La France et sa culture : lectures faciles, New York, Macmillan Company, 1943, 256 p. (six éditions publiées entre 1943 et 1947).